# 魔女搵老襯
是一部2000年公映的愛情喜劇電影，由哈羅德·雷米斯執導，改編自1967年的同名電影，布蘭登·費雪、伊麗莎白·赫莉、弗蘭西絲·歐康納主演。

## 情節
这部影片是一轻鬆喜剧，艾略特·里察是一間電腦公司的客戶服務員，但他在公司裏被同事排斥。4年來，他一直暗戀著公司另一部門的女職員──愛麗森，可是，他始終沒有膽去跟她說話。
有一次，艾略特到酒吧，他碰到因各種原因婉拒與他去酒吧的同事們，不久，他看見愛麗森也來到這裏，在同事們的壓力下，他被迫去向愛麗森搭訕，不過他最後還是失敗。
這時，艾略特說：「為了她，我願意付出一切。」突然間，一個非常性感的女人出現，並揚手叫他過來，跟艾略特說她是魔鬼，可以實現他的願望，但代價是要將他的靈魂作為交換條件。
艾略特不相信，魔鬼叫他現在可以試一下，他隨意許願希望要一個巨無霸與一杯汽水，然後魔鬼就跟他坐公車去快餐店買。雖然艾略特還是當她在開玩笑，可是，魔鬼最終也成功令艾略特簽約，用他的靈魂來換取七個願望。
- 第一個願望：艾略特希望愛麗森嫁給他，而且他有錢有地位。可是，他變成了一個哥倫比亞的毒梟，愛麗森雖然是他的妻子，但她並不愛他，更與其他男子（勞爾）鬼混。
- 第二個願望：艾略特與魔鬼去到愛麗森的家，看她的日記，知道她喜歡感性的人，於是，他希望成為全世界最感性的人，而且愛麗森愛上了他。不過，愛麗森最後因為厭倦了艾略特的過分感性而離開了他。
- 第三個願望：艾略特希望變成籃球明星，非常高大而且愛麗森迷上了他。可是，他雖然變成一個高大的籃球明星，可是他的那話兒卻小得可憐。
- 第四個願望：艾略特希望成為一個出口成文的小說家，風趣而那話兒又非常強壯。可是，最後艾略特發現他是一個同性戀。
- 第五個願望：艾略特希望成為美國總統，但魔鬼卻讓他變成亞伯拉罕·林肯，最後在劇院遭到暗殺。

在每個願望都失敗時，艾略特都能用魔鬼給他的控制器返回現實，第五個願望也不例外。當艾略特以為他還有兩個願望時，魔鬼告訴他一開始到快餐店買東西也是一個願望，艾略特憤而拒絕許願，但卻被魔鬼設計關進監獄裏。
在監獄裏，艾略特遇到了化身為囚犯的上帝，並聽了他的意見。不久，艾略特出獄後便向魔鬼許下最後一個願望……

## 演員表

### 主要角色
- 布蘭登·費雪 飾演 艾略特·里察
- 伊麗莎白·赫莉 飾演 魔鬼
- 弗蘭西絲·歐康納（英语：Frances O'Connor） 飾演 愛麗森·嘉德納/妮可·迪拉羅素

### 其他角色
- 奧蘭多·瓊斯 飾演 丹尼爾
- 保羅·安德斯坦 飾演 鮑伯
- 托比·哈斯 飾演 傑瑞
- 米拉亞姆·夏爾（英语：Miriam Shor） 飾演 卡洛兒
- 加白利·卡薩塞斯（英语：Gabriel Casseus） 飾演 上帝

## 評價
爛番茄根據116條評論，本片獲得50%的新鮮度，平均得分5.5／10，觀眾投票獲得42%的分數，平均得分為3.1／5。在Metacritic上，本片獲得了49分的評價。